# Connectivité (géométrique)
Pour les articles homonymes, voir Connectivité.
Dans le cadre des pavages, la connectivité géométrique indique la relation entre un élément de pavage (une case ou tuile) et ses voisins.
On parlera de N-connectivité lorsqu'une case comporte N voisins directs.
Les connectivités les plus classiques sont celles correspondant à un pavage régulier :

3-connectivité (triangulaire).
4-connectivité (carrée).
6-connectivité (hexagonale).
8-connectivité (carrée).